# Patulifrons varia
Patulifrons varia är en tvåvingeart som beskrevs av Barraclough 1992. Patulifrons varia ingår i släktet Patulifrons och familjen parasitflugor. Inga underarter finns listade i Catalogue of Life.